# Punt (bàsquet)
Els punts, en el bàsquet, serveixen per dur el compte de l'anotació dels partits. Es poden fer punts realitzant tirs de camp (de dos o tres punts) o bé tirs lliures (un punt).
L'equip que anota més punts en un partit és declarat guanyador d'aquest.

## Rècords de l'NBA
- Més punts durant la carrera: Kareem Abdul-Jabbar (38.387 pts)[1]
- Millor mitjana de punts durant la carrera: Michael Jordan (30,12 ppp)[2]
- Més punts en una temporada: 4.029 per Wilt Chamberlain (1961–62)[3]
- Millor mitjana de punts en una temporada: 50,4 by Wilt Chamberlain (1961–62)[3]
- Més punts en un partit: 100 per Wilt Chamberlain (2 de març de 1962 davant els New York Knicks)[3]
- Més punts en una meitat: 59 per Wilt Chamberlain[3]
- Més punts en un quart: 33 per George Gervin[3] i Carmelo Anthony[4]
- Més punts en una pròrroga: 16 per Gilbert Arenas